# Croix du Siège de Lyon
La Croix du Siège de Lyon est une décoration militaire française créé par le roi de France Louis XVIII en 1815.

## Historique et modalités d'attribution
La Croix du Siège de Lyon a été créée par Louis XVIII pour récompenser et commémorer la résistance des royalistes lyonnais contre les troupes républicaines de la Convention Nationale lors du Siège de Lyon en 1793.

## Caractéristiques
Croix de Malte en argent, surmontée par une couronne royale de France. Les quatre branches aux pointes pommetées et émaillées de rouge étaient séparées par des fleurs de lys. Au centre de la croix se trouvait un médaillon central qui portait :
- Sur son avers : dans la partie centrale, les armoiries de Lyon émaillées ; elles étaient entourées d'un cercle émaillé de bleu où était inscrit SIÈGE DE LYON.
- Sur son revers : un centre doré portant le millésime 1793 et entouré d'un cercle émaillé de bleu où l'on relève l'inscription : SIÈGE DE LYON

Ruban : blanc avec de chaque côté, un liseré vertical rouge.